# Americas Rugby Championship 2012
El Americas Rugby Championship de 2012 fue la tercera edición de este torneo. Se jugó en la ciudad canadiense de Langford asimilada a Victoria en la Columbia Británica. En un principio se planeó celebrarlo en Argentina pero la unión de ese país declinó organizarlo para dedicarse a la Rugby Championship 2012.
Jugaron las cuatro selecciones americanas mejor ubicadas en el Ranking IRB. Argentina, Canadá y Estados Unidos participaron con el segundo seleccionado y solo Uruguay con el primero, aunque sufrió algunas bajas del plantel por motivos del amateurismo del rugby en el país. Precisamente Uruguay fue el último en entrar al torneo al clasificar como mejor entre los candidatos del Sudamericano de Rugby A 2012.

## Equipos participantes[6]
- Argentina (Los Jaguares)

Lisandro Ahualli de Chazal, Matías Alemanno, Felipe Aranguren, Facundo Barrea, Marcos Bollini, Rodrigo Bruno, Alejandro Campos, Valentín Cruz, Tomás Cubelli, Jerónimo de la Fuente, Tomás de la Vega, César Fruttero, Martín García Veiga, Juan Gómez, Santiago González Iglesias, Ramiro Herrera, Benjamín Macome, Matías Masera, Román Miralles, Manuel Montero, Ramiro Moyano, Matías Orlando, Francisco Piccinini, Bruno Postiglioni, Javier Rojas, Ignacio Sáenz Lancuba. Entrenadores: Daniel Hourcade y Emilio Bergamaschi.
- Canadá (Canadá A)
- Estados Unidos (USA Select XV)
- Uruguay (Los Teros)

## Posiciones[8]
| Pos. | Equipo        | Encuentros | Encuentros | Encuentros | Encuentros | Tantos  | Tantos    | Tantos     | Puntos Bonus | Puntos Totales |
| Pos. | Equipo        | jugados    | ganados    | empatados  | perdidos   | a favor | en contra | diferencia | Puntos Bonus | Puntos Totales |
| ---- | ------------- | ---------- | ---------- | ---------- | ---------- | ------- | --------- | ---------- | ------------ | -------------- |
| 1    | Jaguares      | 3          | 3          | 0          | 0          | 88      | 22        | + 66       | 1            | 13             |
| 2    | Canadá A      | 3          | 2          | 0          | 1          | 60      | 41        | + 19       | 0            | 8              |
| 3    | Uruguay       | 3          | 1          | 0          | 2          | 46      | 57        | - 11       | 0            | 4              |
| 4    | USA Select XV | 3          | 0          | 0          | 3          | 14      | 88        | - 74       | 0            | 0              |

Nota: Se otorgan 4 puntos al equipo que gane un partido, 2 al que empate y 0 al que pierda
Puntos Bonus: 1 punto por convertir 4 tries o más en un partido y 1 al equipo que pierda por no más de 7 tantos de diferencia

## Resultados[9]

### Primera fecha
| 12 de octubre 17:30 | Jaguares | 39 - 3  | USA Select XV | Westhills Stadium, Langford, Canadá                                |                                                                    |
|                     |          | Reporte |               | Asistencia: 1800 espectadores · Árbitro(s): Joaquín Montes Uruguay | Asistencia: 1800 espectadores · Árbitro(s): Joaquín Montes Uruguay |

| 12 de octubre 19:30 | Uruguay | 10 - 28 | Canadá A | Westhills Stadium, Langford, Canadá                                |                                                                    |
|                     |         | Reporte |          | Asistencia: 1800 espectadores Árbitro(s): Juan Sylvestre Argentina | Asistencia: 1800 espectadores Árbitro(s): Juan Sylvestre Argentina |

### Segunda fecha
| 16 de octubre 17:30 | Jaguares | 21 - 10 | Uruguay | Westhills Stadium, Langford, Canadá                              |                                                                  |
|                     |          | Reporte |         | Asistencia: 2273 espectadores · Árbitro(s): Bryan Arciero Canadá | Asistencia: 2273 espectadores · Árbitro(s): Bryan Arciero Canadá |

| 16 de octubre 19:30 | USA Select XV | 3 - 23  | Canadá A | Westhills Stadium, Langford, Canadá                                |                                                                    |
|                     |               | Reporte |          | Asistencia: 2273 espectadores Árbitro(s): Juan Sylvestre Argentina | Asistencia: 2273 espectadores Árbitro(s): Juan Sylvestre Argentina |

### Tercera fecha
| 20 de octubre 17:30 | USA Select XV | 8 - 26  | Uruguay | Westhills Stadium, Langford, Canadá                              |                                                                  |
|                     |               | Reporte |         | Asistencia: 3255 espectadores · Árbitro(s): Bryan Arciero Canadá | Asistencia: 3255 espectadores · Árbitro(s): Bryan Arciero Canadá |

| 20 de octubre 19:30 | Jaguares | 28 - 9  | Canadá A | Westhills Stadium, Langford, Canadá                                |                                                                    |
|                     |          | Reporte |          | Asistencia: 3255 espectadores · Árbitro(s): Joaquín Montes Uruguay | Asistencia: 3255 espectadores · Árbitro(s): Joaquín Montes Uruguay |

| Bandera de Argentina |
| Campeón Jaguares     |
| Tercer título        |